# 非计算

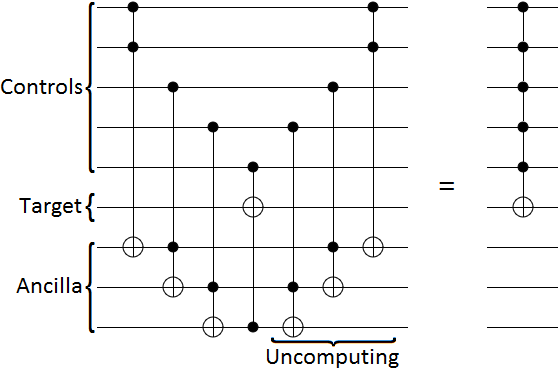
用托佛利门和辅助位中的五个控件创建一个非門。非计算用于在完成之前将辅助位恢复为关闭状态。

非计算是一种用于可逆电路的技术，用于清除辅助位上的临时副作用，以便可以重复使用它们。
非计算对于量子计算很重要。中间效应是否尚未计算会影响状态在测量结果时如何相互干扰。